# Raymond S. Bradley
Raymond S. Bradley (* 1948) ist Professor für Geowissenschaften und Direktor des Klimaforschungszentrums der University of Massachusetts Amherst.
Bradley hält einen B.Sc. und D.Sc. der University of Southampton und einen M.A. und Ph.D. der University of Colorado at Boulder. Seine Forschungsinteressen liegen v. a. auf dem Gebiet der Klimageschichte. Zu den Themen Klimawandel und Paläoklimatologie hat er über 180 wissenschaftliche Artikel publiziert und ist außerdem Autor oder Herausgeber von 13 Büchern zu diesen Themen.
Als Berater hat Bradley u. a. für die National Oceanic and Atmospheric Administration, das International Geosphere-Biosphere Programme und den National Research Council gearbeitet. Zudem wirkte er am Dritten Sachstandsbericht des IPCC mit. Seit 2008 ist er auswärtiges Mitglied der Finnischen Akademie der Wissenschaften, seit 2016 der Academia Europaea und seit 2019 der Royal Society of Canada. Er ist Ehrendoktor der Lancaster University, der Universität Bern und der Queen’s University (Kingston) sowie Fellow der American Association for the Advancement of Science.

## Schriften (Auswahl)
- 2011: Global Warming and Political Intimidation. How Politicians Cracked Down on Scientists As the Earth Heated Up. Amherst, MA: University of Massachusetts Press; Beschreibung.
- 2001 (mit N.E. Law): Climate Change and Society. Cheltenham: Stanley Thornes.
- 1999: Paleoclimatology. Reconstructing Climates of the Quaternary. 2. Auflage, New York u. a.: Academic Press.